# Neurophyseta perrivalis
Neurophyseta perrivalis là một loài bướm đêm trong họ Crambidae.